# Seznam hrvaških arheologov
Seznam hrvaških arheologov.

## A
- Mihovil Abramić
- Josip Alačević
- Andrea Amoroso
- Pavao Anđelić
- Tomislav Anđelić

## B
- Ivo Babić
- Boris Baćić
- Jacqueline Balen
- Đuro Basler
- Šime Batović
- Antun Bauer (muzeolog)
- Juraj Belaj
- Janko Belošević
- Jerolim Bernardi
- Josip Bersa
- (Andrija Blašković)
- (Martina Blečić Kavur: hrv.-slov.)
- Ivo Bojanovski
- Ivan Kvirin Bolmarčić?
- Tatjana Bradara
- Rudolf Bratanič (slov.-hrv.)
- Josip Brunšmid
- Zdenko Brusić (1938–2014) hidroarheolog
- Grgur Bučić?
- Aleksandra Bugar
- Mirko Bulat
- Frane Bulić
- Franjo Buntak?
- Klara Buršić-Matijašić

## C
- Nenad Cambi
- Frano Carrara (Karara)
- Vjekoslav Celestin
- Antun Colnago

## Č
- Božidar Čečuk
- Zoran Čučković
- Maja Čuka

## D
- Valerija Damevski
- Stojan Dimitrijević (1928-81)
- Marko Dizdar
- Radoslav Dodig
- Antun Dorn
- Ruža Drechsler-Bižić
- Pavle Dugonjić (podvodni)
- Aleksandar Durman
- Kristina Džin

## F
- Aleksandra Faber (slovensko-hrvaška)
- Petar Antun Fenzi
- Cvito Fisković
- Igor Fisković

## G
- Branimir Gabričević
- Martin Gabričević
- Vesna Girardi Jurkić
- Marinko Gjivoje
- Vedrana Glavaš
- Miroslav Glavičić
- Ante Glavičić
- Mihovil Glavinić (1833-1895)
- Anton Gnirs (češ. rodu)
- Đeni Gobić Bravar
- Marcel Gorenc (1915-2009) (slov.-hrv.)
- Dragutin Gorjanović-Kramberger
- Ante Grgin
- Kliment Grubišić
- Stjepan Gunjača
- Zlatko Gunjača
- Karla Gusar

## H
- Alois Hauser (1841-1896)
- Božidar Hlavaček (Doron Hen) (hrv.-izraelski)
- Viktor Hoffiller

## I
- Boris Ilakovac
- Ivana Iskra-Janošić
- Franjo Ivaniček (1906 - Havaji?) antropolog
- Ćiril Metod Iveković

## J
- Ante Jadrijević
- Nikola Jakšić (1949)
- Luka Jelić
- Dušan (Duje) Jelovina
- Branka Juraga
- Miljenko Jurković

## K
- Petar Kaer (Cayer)
- Marta Kalebota
- Matija Petar Katančić
- Lovre (Lovro) Katić ?
- Radoslav Katičić ?
- Anica Kisić
- Mate Klarić
- Josip Klemenc (Slov.)
- Darko Komšo
- Paola Korošec (hrv.-slov.)
- Remza Koščević
- Andro Krstulović Opara
- Milan Kruhek
- Ivan Kukuljević
- Josip Kunkera?

## L
- Neda Leipen (r. Madriazza) (hrv.-kanadska)
- Petar (Pero) Lisičar
- Šime Ljubičić (1822.-1896)

## M
- Nives Majnarić-Pandžić
- Mirko Malez
- Mihovil Mandić
- Zdravko Marić (1930-2006)
- Emilio Marin
- Zorko Marković (*1951)
- Ivan Marović
- Lujo (Stjepan) Marun (1857-1939)
- Julijan Medini
- Branko Marušić (1926-1991) (slov.-hrv.)
- Radmila Matejčić?
- Robert Matijašić
- Kristina Mihovilović
- Vladimir Milojčić
- Kornelija Minichreiter
- Ivan Mirnik
- Vladimir Mirosavljević
- Maja Miše
- Josip Mladin
- Štefan Mlakar (1913-2001) (slov.-hrv.)

## N
- Branka Nedved
- Grga Novak
- Mario Novak

## O
- Franko Oreb

## P
- Mate Parica
- Veljko Paškvalin (Bosna i Hercegovina)
- Ivan Pedišić
- Darko Periša
- Domagoj Perkić
- Ivo Petricioli
- Tajana Pleše
- Hrvoje Potrebica

## R
- Frano Radić
- Irena Radić Rossi (podvodna)
- Željko Rapanić
- Vesna Rapo
- Ante Rendić Miočević
- Duje Rendić Miočević

## S
- Mirjana Sanader
- Aleksandar Stipčević
- Dubravka Sokač Štimac
- Josip Stošić
- Mate Suić

## Š
- Ivan Šarić (1943)
- Mirko Šeper (1912 – 1970)
- Zrinka Šimić-Kanaet
- Marija Šmalcelj
- Ante Šonje (1917 – 1981)
- Branka Šulc

## T
- Tihomila Težak-Gregl
- Teodora Tomašević Buck (Švica)
- Domagoj Tončinić
- Snježana Tonković
- Ćiro Truhelka
- Karmen Turčinov

## U
- Ante Uglešić (1964)

## V
- Branka Vikić Belančić (1922 - 2005)
- Zdenko Vinski
- Eduard Visković
- Josip Višnjić
- Denis Vokić (restavrator, dr. v Lj)

## Z
- Marin Zaninović